# Parafia Najświętszej Maryi Panny Wniebowziętej w Rzepienniku Biskupim
Parafia Wniebowzięcia Najświętszej Maryi Panny w Rzepienniku Biskupim – parafia rzymskokatolicka znajdująca się w diecezji tarnowskiej, w dekanacie ciężkowickim.
W skład terytorium parafii wchodzą Rzepiennik Biskupi, Kołkówka i część miejscowości Rzepiennik Strzyżewski.

## Historia

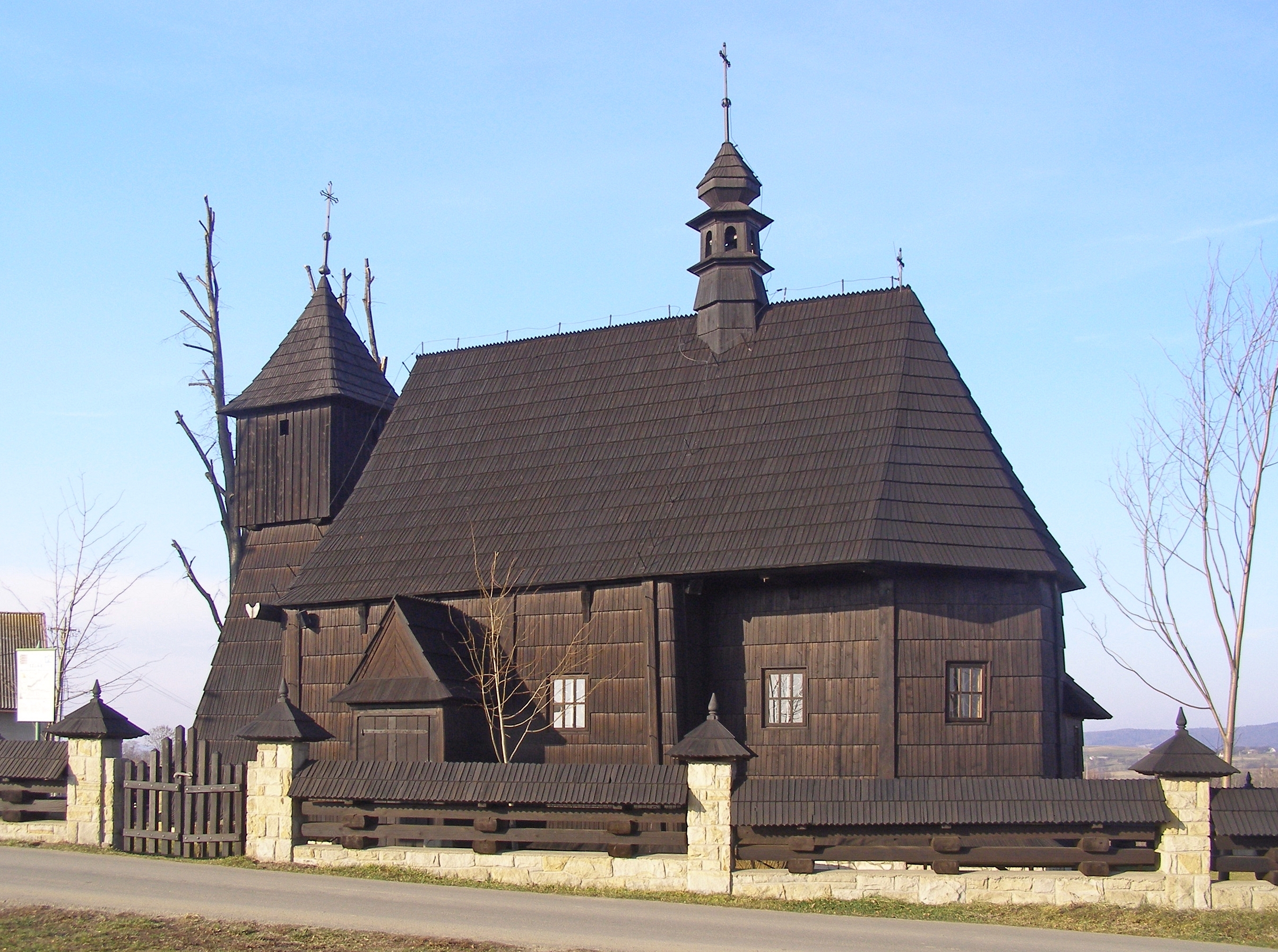
Zabytkowy kościół św. Jana Chrzciciela

Pierwsza wzmianka o parafii pochodzi z aktu lokacyjnego Rzepiennika zwanego Wyższym (dziś: Strzyżewskim), wydanego 2 stycznia 1347 na zamku w Krakowie. W dokumencie z 1358 znajduje się informacja o erekcji parafii przez biskupa Bodzantę. Jan Długosz przed 1480 pisał, że parafia posiadała drewniany kościół pw. św. Klemensa. Zbudowany był na wzgórzu, na którym stoi obecny kościół parafialny. W skład parafii wchodziły następujące wsie: Rzepiennik (Biskupi) i Kołkówka – jako własność parafii oraz wsie królewskie: Rzepiennik Strzyżewski, Rzepiennik Marciszewski, Rzepiennik Suchy, Jodłówka Tuchowska, Nosalowa i Kozłówki.
Parafia była rozległa, dlatego dokonano trzech jej podziałów. Pierwszy miał miejsce w 1840, kiedy to ukończone sukcesem starania mieszkańców Jodłówki Tuchowskiej, Kozłówek i Nosalowej doprowadziły do utworzenia w Jodłówce kapelanii, a następnie parafii św. Michała Archanioła. Drugi podział nastąpił w 1972 wraz z utworzeniem parafii Miłosierdzia Bożego w Rzepienniku Strzyżewskim, która obejmowała również cześć Rzepiennika Marciszewskiego. Trzeci podział parafii miał miejsce 31 marca 1982, kiedy erygowano parafię NMP Królowej Polski w Rzepienniku Suchym.

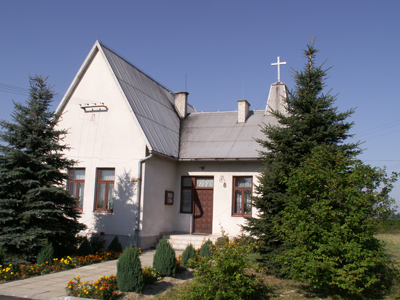
Kaplica św. Brata Alberta w Kołkówce

Parafia Rzepiennik była stolicą dekanatu rzepiennickiego w diecezji przemyskiej do której należała w latach 1807−1925. Dekanat (wydzielony z dekanatu bieckiego) powstał 7 lipca 1903 na mocy bpa Józefa Sebastiana Pelczara. Do dekanatu Rzepiennik należały parafie: Rzepiennik Biskupi, Jodłówka Tuchowska, Łużna, Moszczenica, Polna, Rożnowice, Siedliska, Staszkówka, Szalowa, Turza i Zborowice.  
Nauki w szkole parafialnej w Rzepienniku Biskupim pobierał kapucyn Hieronim Ryba.

## Proboszczowie i administratorzy[2]
- Adam – 1386 (rektor)
- Michał de Czyeskowicz – ok. 1529
- Stefan de Walbon – ok. 1565
- Melchior Siemoński – ok. 1595
- Jan Stapniak – ok. 1596
- Paweł z Pilzna – ok. 1602
- Paweł Altriciusz Pilzneński – ok. 1618
- Marcin Łukowicz – ok. 1638
- Mikołaj Aleksandrowicz – ok. 1648
- ks. Teodor Kazimierz Łojewski – 1684-1687
- ks. Jan Konczewicz  – 1687 (administrator)
- ks. Jan Borowski – 1687-1693
- ks. Bartłomiej Gradkiewicz – 1688 (administrator)
- ks. Stanisław Szumowicz – 1693-1710
- o. Urban Hanzl – 1702-1713 (administrator)
- ks. Andrzej Świerczkowicz – 1702-1703 (administrator)
- ks. Wojciech Stychowski – 1710
- ks. Stefan Łuszczewski – 1713-1715 (administrator)
- ks. Szymon Matulski – 1715-1719 (administrator)
- ks. Jan Statkowski – 1721-1723
- ks. Jan Niklewicz – 1723-1735 (administrator)
- ks. Szymon Nowakowski – 1737-1748
- ks. Eligiusz Olszewski – 1748-1755
- ks. Jan Pankowski – 1755-1761
- ks. Antoni Szczepański – 1761-1775
- ks. Paweł Remiszowski -1775-1776 (administrator)
- ks. Wojciech Sutorowicz – 1775-1801
- ks. Dominik de Godziemba Sosnowski – 1801-1812
- o. Klemens Schorell – 1812-1831
- ks. Jakub Sołdoniewski – 1831-1835
- ks. Franciszek Ksawery Ciesielski – 1835-1836
- ks. Józef Ciurkiewicz – 1837-1875
- ks. Jan Białas – 1875-1880
- ks. Jan Juszczyk – 1880-1902
- ks. Wojciech Błażewski – 1903-1910
- ks. Wojciech Giemza – 1910-1918
- ks. Wincenty Boczar – 1919-1925
- ks. Marian Fecko – 1925-1939
- ks. Stanisław Krzemień – 1939-1984
- ks. Andrzej Iżyk – 1984-1991
- ks. Stanisław Maciuszek – 1991-1993
- ks. Kazimierz Trybuła – 1993-2007
- ks. Piotr Witecki – od 2007[2]

## Kościoły parafii
W Rzepienniku Biskupim znajdują się dwa kościoły: zabytkowy kościół św. Jana Chrzciciela (pochodzący z XVI wieku) oraz kościół Wniebowzięcia NMP (wybudowany w latach 1856-1864).